# Poems (tom Algernona Charlesa Swinburne’a)
Poems – zbiorowa edycja poezji angielskiego poety i dramaturga Algernona Charlesa Swinburne’a, wydana w Filadelfii najprawdopodobniej w 1910 nakładem oficyny Davida MacKaya. Obszerny, liczący ponad 660 stron tom zawiera między innymi trzy serie Poems and Ballads, Songs of Two Nations, Dirae, Songs before Sunrise, Songs of the Springtides, poemat Tristram of Lyonesse, dramat Atalanta w Kalidonie, Erechteus, cykle Studies in Song, Sonnets i Sonnets on English Dramatic Poets (1590–1650), A Midsummer Holiday, A Century of Roundels, Astrophel, Via Dolorosa i Heptalogia, jak również tłumaczenia liryki François Villona.